# Liste des espèces du genre Drosophila
Drosophila est un genre de mouches de la famille des Drosophilidae.
Ce genre comprend 1579 espèces décrites,, mais on estime qu'il en comprend plusieurs milliers.
- Haut – A
- B
- C
- D
- E
- F
- G
- H
- I
- J
- K
- L
- M
- N
- O
- P
- Q
- R
- S
- T
- U
- V
- W
- X
- Y
- Z

## A
- D. abjuncta - Hardy,1965
- D. abregolineata - Duda,1925
- D. abron - Burla,1954
- D. abure - Burla,1954
- D. acanthomera - Tsacas,2001
- D. acanthoptera - Wheeler,1949
- D. acanthos - Kam et Pereira in O'Grady et al.,2003
- D. acanthostoma - Hardy et Kaneshiro,1968
- D. acelidota - Tsacas,2004
- D. aceti - Kollar in Heeger,1851
- D. achlya - Hardy,1966
- D. acroria - Wheeler et Takada in Wheeler et al.,1962
- D. acrostichalis - Hardy,1965
- D. acrostigma - Tsacas et Chassagnard,1999
- D. acuminanus - Hunter,1989
- D. acutilabella - Stalker,1953
- D. adamisa - Chassagnard et Tsacas in Chassagnard et al.,1997
- D. adamsi - Wheeler,1959
- D. addisoni - Pavan,1950
- D. adiastola - Hardy,1965
- D. adunca - Hardy,1965
- D. adventitia - Hardy,1965
- D. aenicta - Hardy,1966
- D. afer - Tan, Hsu et Sheng,1949
- D. affinidisjuncta - Hardy,1978
- D. affinis - Sturtevant,1916
- D. afoliolata - Zhang et Toda in Zhang, Toda et Watabe,1995
- D. agitona - Hardy,1965
- D. aglaia - Hardy,1965
- D. aguape - Val et Marques,1996
- D. agumbensis - Prakash et Reddy,1978
- D. akai - Burla,1954
- D. akoko - Magnacca et O'Grady,2008
- D. alafumosa - Patterson et Mainland in Patterson,1943
- D. alagitans - Patterson et Mainland in Patterson,1943
- D. alani - Pipkin,1964
- D. albescens - Frota-Pessoa,1954
- D. albicans - Frota-Pessoa,1954
- D. albifacies - Hardy,1965
- D. albincisa - de Meijere,1911
- D. albipes - Walker,1852
- D. albirostris - Sturtevant,1921
- D. albomarginata - Duda,1927
- D. albomicans - (Duda,1923)
- D. albonotata - de Meijere,1911
- D. aldrichi - Patterson in Patterson et Crow,1940
- D. alei - Brncic,1962
- D. alexanderae - Pipkin,1964
- D. alexandrei - Cordeiro,1951
- D. alfari - Sturtevant,1921
- D. algonquin - Sturtevant et Dobzhansky,1936
- D. alladian - Burla,1954
- D. allochroa - Tsacas,2002
- D. aloma - Tsacas in Tsacas et Lachaise,1981
- D. alpina - Burla,1948
- D. alsophila - Hardy et Kaneshiro,1971
- D. alternolineata - Duda,1925
- D. altiplanica - Brncic et Koref-Santibanez,1957
- D. altissima - Tsacas,1980
- D. altukhovi - Imasheva, Lazebny, Cariou, David et Tsacas,1994
- D. amaguana - Vela et Rafael,2004
- D. ambigua - Pomini,1940
- D. ambochila - Hardy et Kaneshiro,1971
- D. americana - Spencer,1938
- D. amita - Hardy,1965
- D. amphibolos - Tsacas et Chassagnard,1990
- D. amplipennis - Malloch,1934
- D. amydrospilota - Hardy,1965
- D. analis - Macquart,1843
- D. analspina - Singh et Negi,1995
- D. ananassae - Doleschall,1858
- D. anapuu - Magnacca et O'Grady,2009
- D. anceps - Patterson et Mainland,1944
- D. ancora - Okada,1968
- D. ancyla - Hardy,1965
- D. andamanensis - Gupta et Ray-Chaudhuri,1970
- D. andamanensis - Parshad et Singh,1971
- D. angor - Lin et Ting,1971
- D. angularis - Okada,1956
- D. angustibucca - Duda,1925
- D. anisoctena - Tsacas,1980
- D. annularis - Sturtevant,1916
- D. annulimana - Duda,1927
- D. annulipes - Duda,1924
- D. annulosa - Vilela et Bächli,1990
- D. anomalipes - Grimshaw,1901
- D. anomelani - Reddy et Krishnamurthy,1973
- D. anoplostoma - Hardy et Kaneshiro,1968
- D. antecedens - Kam et Pereira in O'Grady et al.,2003
- D. anthrax - Hardy,1965
- D. antillea - Heed,1962
- D. antioquia - Vilela et Bächli,2000
- D. antonietae - Tidon-Sklorz et Sene,2001
- D. apag - Vela et Rafael,2005
- D. apectinata - Duda,1931
- D. apicalis - Hardy,1977
- D. apicespinata - Zhang et Gan,1986
- D. apicipuncta - Hardy,1965
- D. apicisetae - Hardy,1965
- D. apiki - Magnacca et O'Grady,2009
- D. aplophallata - Zhang et Toda in Zhang, Toda et Watabe,1995
- D. apodasta - Hardy,1965
- D. apodemata - Okada et Carson,1983
- D. appendiculata - Malloch,1934
- D. aquila - Hardy,1965
- D. aracataca - Vilela et Val,1983
- D. aracea - Heed et Wheeler,1957
- D. aragua - Vilela et Pereira,1982
- D. araicas - Pavan et Nacrur,1950
- D. araiotrichia - Hardy,1965
- D. arane - Hunter,1992
- D. arapuan - da Cunha et Pavan in Pavan et da Cunha,1947
- D. ararama - Pavan et da Cunha,1947
- D. arassari - da Cunha et Frota-Pessoa in Pavan et da Cunha,1947
- D. araucana - Brncic,1957
- D. arauna - Pavan et Nacrur,1950
- D. arawakana - Heed,1962
- D. arboloco - Hunter,1979
- D. arcosae - Vela et Rafael,2001
- D. arcuata - Hardy,1965
- D. argenteifrons - Wheeler,1954
- D. arizonae - Ruiz, Heed et Wasserman,1990
- D. artecarina - Takada et Momma,1975
- D. artigena - Hardy,1965
- D. asahinai - Okada,1964
- D. ashburneri - Tsacas,1984
- D. asiri - Vela et Rafael,2005
- D. asketostoma - Hardy,1965
- D. assita - Hardy et Kaneshiro,1969
- D. asticta - Tsacas,2004
- D. atacamensis - Brncic et Wheeler in Brncic,1987
- D. atalaia - Vilela et Sene,1982
- D. athabasca - Sturtevant et Dobzhansky,1936
- D. atra - Walker,1852
- D. atrata - Burla et Pavan,1953
- D. atrifacies - Hardy et Kaneshiro in Hardy et al.,2001
- D. atrimentum - Hardy et Kaneshiro,1971
- D. atripex - Bock et Wheeler,1972
- D. atroscutellata - Hardy,1966
- D. attenuata - Hardy,1965
- D. attigua - Hardy et Kaneshiro,1969
- D. audientis - (Lin et Ting,1971)
- D. auraria - Peng,1937
- D. aurea - Patterson et Mainland,1944
- D. aureata - Wheeler,1957
- D. aureopallescens - Pipkin,1964
- D. auriculata - Toda,1988
- D. austroheptica - Tsaur et Lin,1991
- D. austrosaltans - Spassky,1957
- D. avicennai - Maca,1988
- D. azteca - Sturtevant et Dobzhansky,1936

- Haut – A
- B
- C
- D
- E
- F
- G
- H
- I
- J
- K
- L
- M
- N
- O
- P
- Q
- R
- S
- T
- U
- V
- W
- X
- Y
- Z

## B
- D. badia - Hardy,1965
- D. bageshwarensis - Singh, Dash et Fartyal,2004
- D. bahunde - Tsacas,1980
- D. bai - Watabe et Liang in Watabe et al.,1990
- D. baimaii - Bock et Wheeler,1972
- D. bakondjo - Tsacas,1980
- D. bakoue - Tsacas et Lachaise,1974
- D. balioptera - Hardy,1965
- D. balneorum - Sturtevant,1927
- D. bandeirantorum - Dobzhansky et Pavan,1943
- D. barbarae - Bock et Wheeler,1972
- D. barbata - Magnacca et O'Grady,2009
- D. barutani - Watabe et Liang in Watabe et al.,1990
- D. basimacula - Hardy,1965
- D. basisetae - Hardy et Kaneshiro,1968
- D. basisetosa - Hardy,1965
- D. batmani - Vilela et Bächli,2005
- D. baucipyga - Lachaise et Chassagnard,2001
- D. beardsleyi - Hardy,1965
- D. bella - Lin et Ting,1971
- D. belladunni - Heed et Krishnamurthy,1959
- D. beppui - Toda et Peng,1989
- D. berryi - Cockerell,1923
- D. bhagamandalensis - Muniyappa, Reddy, et Krishnamurthy,1981
- D. biarmipes - Malloch,1924
- D. biauraria - Bock et Wheeler,1972
- D. bicondyla - Hardy,1965
- D. bicornuta - Bock et Wheeler,1972
- D. bifasciata - Pomini,1940
- D. bifidiprocera - Zhang et Gan,1986
- D. bifilum - Frota-Pessoa,1954
- D. bifurca - Patterson et Wheeler,1942
- D. bifurcada - Hunter,1992
- D. bimorpha - Singh et Gupta,1981
- D. binocularis - Zhang et Toda in Brake et Bachli,2008
- D. bipectinata - Duda,1923
- D. bipolita - Hardy,1965
- D. bipunctata - Patterson et Mainland in Patterson,1943
- D. birchii - Dobzhansky et Mather,1961
- D. biseriata - Hardy,1965
- D. bisetata - Toda,1988
- D. bishtii - Singh et Negi,1995
- D. bivibrissae - Toda,1988
- D. bizonata - Kikkawa et Peng,1938
- D. blanda - Statz,1940
- D. blumelae - Pipkin et Heed,1964
- D. bocainensis - Pavan et da Cunha,1947
- D. bocainoides - Carson,1954
- D. bocki - Baimai,1979
- D. bocqueti - Tsacas et Lachaise,1974
- D. bodemannae - Pipkin et Heed,1964
- D. boletina - Duda,1927
- D. boliviana - Duda,1927
- D. bomarea - Hunter,1979
- D. bondarenkoi - Sidorenko,1993
- D. boraceia - Vilela et do Val,2004
- D. borborema - Vilela et Sene,1977
- D. borealis - Patterson,1952
- D. bostrycha - Hardy,1965
- D. brachynephros - Okada,1956
- D. brachytarsa - Chassagnard et Tsacas in Chassagnard et al.,1997
- D. brahmagiriensis - Muniyappa, Reddy, et Krishnamurthy,1981
- D. breuerae - Rocha,1971
- D. brevicarinata - Patterson et Wheeler,1942
- D. brevicilia - Hardy,1965
- D. brevina - Wheeler,1981
- D. brevipapilla - Zhang,2000
- D. brevis - Walker,1852
- D. brevissima - Hardy,1965
- D. brevitabula - Zhang et Toda,1992
- D. brevitarsus - Hardy,1965
- D. bridwelli - Hardy,1965
- D. briegeri - Pavan et Breuer,1954
- D. brncici - Hunter et Hunter,1964
- D. bromeliae - Sturtevant,1921
- D. bromelioides - Pavan et da Cunha,1947
- D. brunettii - Ray-Chaudhuri et Mukherjee,1941
- D. brunneicrus - Hardy et Kaneshiro in Hardy et al.,2001
- D. brunneifrons - Hardy,1965
- D. brunneisetae - Hardy,1965
- D. bunnanda - Schiffer et McEvey,2006
- D. burlai - Tsacas et Lachaise,1974
- D. burmae - Toda,1986
- D. busckii - Coquillett,1901
- D. buzzatii - Patterson et Wheeler,1942

- Haut – A
- B
- C
- D
- E
- F
- G
- H
- I
- J
- K
- L
- M
- N
- O
- P
- Q
- R
- S
- T
- U
- V
- W
- X
- Y
- Z

## C
- D. caccabata - Hardy,1965
- D. calceolata - Duda,1926
- D. calidata - Takada, Beppu et Toda,1979
- D. californica - Sturtevant,1923
- D. calloptera - Schiner,1868
- D. camargoi - Dobzhansky et Pavan in Pavan,1950
- D. camaronensis - Brncic,1957
- D. campylophalla - Tsacas,2006
- D. canadiana - Takada et Yoon,1989
- D. canalinea - Patterson et Mainland,1944
- D. canalinioides - Wheeler,1957
- D. canavalia - Magnacca et O'Grady,2008
- D. canescens - Duda,1927
- D. canipolita - Hardy,1965
- D. canuta - Hardy,1965
- D. capitata - Hardy,1965
- D. capnoptera - Patterson et Mainland,1944
- D. caponei - Pavan et da Cunha,1947
- D. capricorni - Dobzhansky et Pavan,1943
- D. carablanca - Hunter,1979
- D. carbonaria - Patterson et Wheeler,1942
- D. carcinophila - Wheeler,1960
- D. cardini - Sturtevant,1916
- D. cardinoides - Dobzhansky et Pavan,1943
- D. caribiana - Heed,1962
- D. carioca - Vilela et Bächli,2004
- D. cariouae - Tsacas in Tsacas et al.,1985
- D. caripe - Vilela et Bächli,2000
- D. carlosvilelai - Vela et Rafael,2001
- D. carnosa - Hardy,1965
- D. carolinae - Vilela,1983
- D. carsoni - Wheeler,1957
- D. cathara - Tsacas,2004
- D. cauverii - Muniyappa, Reddy et Prakash,1982
- D. cellaris - Oken,1815
- D. ceratostoma - Hardy,1966
- D. cestri - Brncic,1978
- D. chaetocephala - Hardy et Kaneshiro,1979
- D. chaetopeza - Hardy,1965
- D. chamundiensis - Sajjan et Krishnamurthy,1972
- D. chamundiensis - Sajjan et Krishnamurthy,1975
- D. changuinolae - Wheeler et Magalhaes,1962
- D. charmadensis - Gowda et Krishnamurthy,1972
- D. chauvacae - Tsacas,1984
- D. cheda - Tan, Hsu et Sheng,1949
- D. cheongi - Takada et Momma,1975
- D. chicae - Hardy et Kaneshiro in Hardy et al.,2001
- D. chimera - Kam et Pereira in O'Grady et al.,2003
- D. chisaca - Hunter,1989
- D. choachi - Hunter,1992
- D. ciliaticrus - Hardy,1965
- D. cilifemorata - Hardy,1965
- D. cilifera - Hardy et Kaneshiro,1968
- D. ciliotarsa - Gupta et Gupta,1990
- D. cilitarsis - Hering,1940
- D. circumdata - Duda,1926
- D. clara - Hardy et Kaneshiro in Hardy et al.,2001
- D. clarinervis - Toda,1986
- D. clavata - Hardy,1965
- D. clavisetae - ardy,1966
- D. clavitibia - Hardy,1965
- D. claytonae - Hardy et Kaneshiro,1969
- D. clydonia - Hardy,1965
- D. cnecopleura - Hardy,1965
- D. coffeata - Williston,1896
- D. coffeina - Schiner,1868
- D. cogani - Tsacas et Disney,1974
- D. cognata - Grimshaw,1901
- D. colmenares - Hunter,1989
- D. colobos - Tsacas,2004
- D. colorata - Walker,1849
- D. comatifemora - Hardy,1965
- D. comoe - Burla,1954
- D. comorensis - Tsacas in Lemeunier et al.,1997
- D. comosa - Wheeler,1968
- D. condormachay - Vela et Rafael,2005
- D. confertidentata - Zhang, Li et Feng,2006
- D. conformis - Hardy,1965
- D. confutata - Hardy,1965
- D. conjectura - Hardy,1965
- D. conspicua - Grimshaw,1901
- D. constricta - Okada et Carson,1983
- D. contorta - Hardy,1965
- D. converga - Heed et Wheeler,1957
- D. cordata - Sturtevant,1942
- D. cordeiroi - Brncic,1978
- D. cornixa - Takada, Momma et Shima,1973
- D. cornutitarsus - Hardy et Kaneshiro,1979
- D. coroica - Wasserman,1962
- D. couturieri - Tsacas,2006
- D. cracens - Hardy,1965
- D. craddockae - Kaneshiro et Kambysellis,1999
- D. crassa - Patterson et Mainland,1944
- D. crispipennis - Okada et Carson,1983
- D. crossoptera - Wheeler et Takada in Wheeler et al.,1962
- D. crucigera - Grimshaw,1902
- D. cryptica - De et Gupta,1996
- D. cryptica - Hardy et Kaneshiro in Hardy et al.,2001
- D. cuaso - Bächli, Vilela et Ratcov,2000
- D. cuauhtemoci - Felix et Dobzhansky in Felix et al.,1976
- D. cubicivittata - Okada,1966
- D. cundinamarca - Vilela et Bächli,2000
- D. curiosa - Hardy et Kaneshiro in O'Grady et al.,2001
- D. curta - Chassagnard et Tsacas in Chassagnard et al.,1997
- D. curticilia - Hardy,1965
- D. curtitarsis - Hardy et Kaneshiro in Hardy et al.,2001
- D. curvapex - Frota-Pessoa,1954
- D. curvata - Hardy,1977
- D. curvicapillata - Duda,1923
- D. curviceps - Okada et Kurokawa,1957
- D. curvispina - Watabe et Toda,1984
- D. curvitibia - Hardy,1965
- D. cuscungu - Vela et Rafael,2005
- D. cuzcoica - Duda,1927
- D. cyrtoloma - Hardy,1969

- Haut – A
- B
- C
- D
- E
- F
- G
- H
- I
- J
- K
- L
- M
- N
- O
- P
- Q
- R
- S
- T
- U
- V
- W
- X
- Y
- Z

## D
- D. dacunhai - Mourao et Bicudo,1967
- D. daruma - Okada,1956
- D. dasycnemia - Hardy,1965
- D. davidgrimaldii - Vilela et Bächli,1990
- D. davidi - Tsacas,1975
- D. debilis - Walker,1849
- D. decemseriata - Hendel,1936
- D. decolor - Tsacas et Chassagnard,1994
- D. deflecta - Malloch in Malloch et McAtee,1924
- D. deltaneuron - Bryan,1938
- D. demipolita - Hardy,1965
- D. denieri - Blanchard,1938
- D. denotata - Hardy,1965
- D. denticulata - Bock et Wheeler,1972
- D. dentilabia - Magnacca et O'Grady,2009
- D. dentissima - Bock et Wheeler,1972
- D. desallei - Magnacca et O'Grady,2009
- D. desavrilia - Tsacas,1985
- D. desbaratabaile - Hunter,1979
- D. desertorum - Wasserman,1962
- D. diama - Burla,1954
- D. diamphidia - Hardy,1965
- D. diamphidiopoda - Hardy,1965
- D. dianensis - Gao, Watabe, Toda, Zhang et Aotsuka,2003
- D. dicropeza - Hardy et Kaneshiro,1979
- D. dictena - Tsacas et Chassagnard,1992
- D. differens - Hardy et Kaneshiro,1975
- D. diffusa - Hardy,1965
- D. digressa - Hardy et Kaneshiro,1968
- D. dilacerata - Becker,1919
- D. diminuens - Hardy,1965
- D. dimitra - Tsacas in Tsacas et Lachaise,1981
- D. dimitroides - Chassagnard et Tsacas in Chassagnard et al.,1997
- D. diplacantha - Tsacas et David,1977
- D. diplochaeta - Tsacas,2003
- D. discreta - Hardy et Kaneshiro,1968
- D. disjuncta - Hardy,1965
- D. dispar - Mather,1955
- D. dissita - Hardy,1965
- D. distinguenda - Hardy,1965
- D. divaricata - Hardy et Kaneshiro,1971
- D. dives - Hardy et Kaneshiro in Hardy et al.,2001
- D. divisa - Duda,1927
- D. dobzhanskii - Patterson,1943
- D. dolichotarsis - Hardy,1966
- D. dolomata - Hardy,1965
- D. dominicana - Ayala,1965
- D. dominici - Dwivedi,1982
- D. dorsalis - Walker,1865
- D. dorsigera - Hardy,1965
- D. dorsivitta - Walker,1861
- D. dorsociliata - Hardy,1965
- D. dossoui - Chassagnard,1991
- D. dracaenae - Hardy,1965
- D. dreyfusi - Dobzhansky et Pavan,1943
- D. dumalis - Hardy,1965
- D. dumuya - Burla,1954
- D. dunni - Townsend et Wheeler,1955
- D. dyaramankana - Burla,1954
- D. dyula - Burla,1954

- Haut – A
- B
- C
- D
- E
- F
- G
- H
- I
- J
- K
- L
- M
- N
- O
- P
- Q
- R
- S
- T
- U
- V
- W
- X
- Y
- Z

## E
- D. echinostoma - Kam et Pereira in O'Grady et al.,2003
- D. ecuatoriana - Vela et Rafael,2004
- D. editinares - Okada,1966
- D. elegans - Bock et Wheeler,1972
- D. eleonorae - Tosi et al.,1990
- D. elliptica - Sturtevant,1942
- D. ellisoni - Vilela,1983
- D. elongata - Sturtevant,1927
- D. emarginata - Sturtevant,1942
- D. eminentiula - Zhang et Shi in Zhang, Toda et Watabe,1995
- D. enderbyi - Hutton,1902
- D. endobranchia - Carson et Wheeler,1968
- D. engyochracea - Hardy,1965
- D. enhydrobia - Bächli et Tsacas,2005
- D. eniwae - Takada, Beppu et Toda,1979
- D. enoplotarsus - Hardy,1965
- D. entrichocnema - Hardy,1965
- D. eohydei - Wasserman,1962
- D. epiobscura - Parshad et Duggal,1966
- D. eprocessata - Zhang et Toda in Zhang, Toda et Watabe,1995
- D. equinoxialis - Dobzhansky,1946
- D. ercepeae - Tsacas et David,1975
- D. erebopis - Tsacas,2004
- D. erecta - Tsacas et Lachaise,1974
- D. eremophila - Wasserman,1962
- D. eskoi - Lakovaara et Lankinen,1974
- D. eugracilis - Bock et Wheeler,1972
- D. eumecothrix - Hardy,1965
- D. eupyga - Tsacas,1981
- D. euronotus - Patterson et Ward,1952
- D. eurypeza - Hardy,1965
- D. exiguitata - Takada, Momma et Shima,1973
- D. eximia - Hardy,1965
- D. expansa - Hardy,1965
- D. ezoana - Takada et Okada,1958

- Haut – A
- B
- C
- D
- E
- F
- G
- H
- I
- J
- K
- L
- M
- N
- O
- P
- Q
- R
- S
- T
- U
- V
- W
- X
- Y
- Z

## F
- D. facialba - Heed et Wheeler,1957
- D. facialis - Adams,1905
- D. fairchildi - Pipkin et Heed,1964
- D. falleni - Wheeler,1960
- D. fasciculisetae - Hardy,1965
- D. fascigera - Hardy et Kaneshiro in Hardy et al.,2001
- D. fasciola - Williston,1896
- D. fascioloides - Dobzhansky et Pavan,1943
- D. fastigata - Hardy,1965
- D. fengkainensis - Chen in Brake et Bachli,2008
- D. ferruginea - Becker,1919
- D. ficusphila - Kikkawa et Peng,1938
- D. fima - Burla,1954
- D. flavibasis - Hardy,1965
- D. flavicauda - Toda,1991
- D. flaviceps - Grimshaw,1901
- D. flavimedifemur - Zhang et Toda,1988
- D. flavipes - Meigen,1830
- D. flavisternum - Hardy,1965
- D. flavitibiae - Toda,1986
- D. flavohirta - Malloch,1924
- D. flavomontana - Patterson,1952
- D. flavopilosa - Frey,1919
- D. flavopinicola - Wheeler,1954
- D. flavopleuralis - Takada, Momma et Shima,1973
- D. flexa - Loew,1866
- D. flexipes - Hardy et Kaneshiro,1968
- D. florae - Sturtevant,1916
- D. flumenicola - Watabe et Peng,1991
- D. fluminensis - Vilela et Bächli,2004
- D. fluvialis - Toda et Peng,1989
- D. fontdevilai - Vela et Rafael,2001
- D. forficata - Hardy et Kaneshiro,1979
- D. formella - Hardy et Kaneshiro,1972
- D. formosana - Duda,1926
- D. formosana - Sturtevant,1927
- D. fraburu - Burla,1954
- D. fragilis - Wheeler,1949
- D. franii - Hunter,1989
- D. freilejoni - Hunter,1979
- D. freiremaiai - Vilela et Bächli,2000
- D. freycinetiae - Hardy,1965
- D. frolovae - Wheeler,1949
- D. fronto - Walker,1852
- D. frotapessoai - Vilela et Bächli,1990
- D. fruhstorferi - Duda,1924
- D. fulgida - Hardy et Kaneshiro in Hardy et al.,2001
- D. fulva - Watabe et Li in Watabe et al.,1993
- D. fulvalineata - Patterson et Wheeler,1942
- D. fulvimacula - Patterson et Mainland,1944
- D. fulvimaculoides - Wasserman et Wilson,1957
- D. fumifera - Wheeler et Takada,1964
- D. fumipennis - Duda,1925
- D. fundita - Hardy,1965
- D. fundomaculata - Duda,1925
- D. funebris - (Fabricius,1787)
- D. fungiperda - Hardy,1966
- D. furcatarsus - Hardy et Kaneshiro,1979
- D. furva - Hardy,1965
- D. furvifacies - Hardy,1965
- D. fusca - Coquillett,1900
- D. fuscicostata - Okada,1966
- D. fuscifrons - Hardy,1965
- D. fuscipennis - Duda,1927
- D. fuscoamoeba - Bryan,1934
- D. fuscoapex - Hardy,1965
- D. fuscolineata - Duda,1925
- D. fusticula - Hardy,1965
- D. fustiformis - Zhang et Liang,1993
- D. fusus - Okada,1988
- D. fuyamai - Toda,1991

- Haut – A
- B
- C
- D
- E
- F
- G
- H
- I
- J
- K
- L
- M
- N
- O
- P
- Q
- R
- S
- T
- U
- V
- W
- X
- Y
- Z

## G
- D. gagne - Kam et Pereira in O'Grady et al.,2003
- D. gangotrii - Muniyappa et Reddy,1981
- D. gani - Liang et Zhang in Watabe et al.,1990
- D. gapudi - Ruiz-Fiegalan,2003
- D. gasici - Brncic,1957
- D. gata - Lachaise et Chassagnard,2001
- D. gaucha - Jaeger et Salzano,1953
- D. gemmula - Hardy,1965
- D. gentica - Wheeler et Takada in Wheeler et al.,1962
- D. gibberosa - Patterson et Mainland in Patterson,1943
- D. gibbinsi - Aubertin,1937
- D. gigas - Duda,1925
- D. gilvilateralis - Hardy,1965
- D. giriensis - Prakash et Reddy,1977
- D. glabriapex - Hardy et Kaneshiro,1968
- D. gladius - Magnacca et O'Grady,2009
- D. gorokaensis - Okada et Carson,1982
- D. goureaui - Hardy in Hardy et Kaneshiro,1972
- D. gouveai - Tidon-Sklorz et Sene,2001
- D. gradata - Hardy et Kaneshiro,1968
- D. greeni - Bock et Wheeler,1972
- D. greerae - Pipkin et Heed,1964
- D. grimshawi - Oldenberg,1914
- D. griseicollis - Becker,1919
- D. griseolineata - Duda,1927
- D. guacamaya - Bächli et Vilela,2002
- D. guanche - Monclus,1976
- D. guangdongensis - Toda et Peng,1989
- D. guaraja - King,1947
- D. guaru - Dobzhansky et Pavan,1943
- D. guayllabambae - Rafael et Arcos,1988
- D. gubleri - Hardy,1966
- D. gundensis - Prakash et Reddy,1977
- D. gunungcola - Sultana, Kimura, et Toda,1999
- D. guptai - Dwivedi,1979
- D. guttifera - Walker,1849
- D. gymnobasis - Hardy et Kaneshiro,1971
- D. gymnophallus - Hardy et Kaneshiro,1975

- Haut – A
- B
- C
- D
- E
- F
- G
- H
- I
- J
- K
- L
- M
- N
- O
- P
- Q
- R
- S
- T
- U
- V
- W
- X
- Y
- Z

## H
- D. halapepe - Magnacca et O'Grady,2008
- D. haleakalae - Grimshaw,1901
- D. hamatofila - Patterson et Wheeler,1942
- D. hamifera - Hardy et Kaneshiro,1968
- D. hanaulae - Hardy,1969
- D. hansoni - Pipkin,1964
- D. hansonioides - Pipkin,1966
- D. hawaiiensis - Grimshaw,1901
- D. heedi - Hardy et Kaneshiro,1971
- D. hei - Watabe et Peng,1991
- D. helvetica - Burla,1948
- D. hemianthrax - Hardy et Kaneshiro in Hardy et al.,2001
- D. hemipeza - ardy,1965
- D. hendeli - Vilela et Bächli,1990
- D. hermioneae - Vilela,1983
- D. heterobristalis - Tan, Hsu et Sheng,1949
- D. heteroneura - erkins,1910
- D. hexachaetae - Hardy,1965
- D. hexaspina - Singh, Dash et Fartyal,2004
- D. hexastigma - Patterson et Mainland,1944
- D. hexastriata - Tan, Hsu et Sheng,1949
- D. hirticoxa - Hardy,1965
- D. hirtipalpus - Hardy et Kaneshiro,1968
- D. hirtipes - Lamb,1914
- D. hirtitarsus - Hardy,1965
- D. hirtitibia - Hardy,1965
- D. histrio - Meigen,1830
- D. hollisae - Vilela et Pereira,1992
- D. hoozani - Duda,1923
- D. huancavilcae - Rafael et Arcos,1989
- D. huangshanensis - Watabe in Brake et Bachli,2008
- D. huayla - Suyo, Pilares et Vasquez,1988
- D. huaylasi - Pla et Fontdevila in Fontdevila et al.,1990
- D. hubeiensis - Sperlich et Watabe in Watabe et Sperlich,1997
- D. huckinsi - Etges et Heed in Etges et al.,2001
- D. huichole - Etges et Heed in Etges at al.,2001
- D. huilliche - Brncic,1957
- D. humeralis - Grimshaw,1901
- D. hyalipennis - Duda,1927
- D. hydei - Sturtevant,1921
- D. hydroessa - Bächli et Tsacas,2005
- D. hyperpolychaeta - Okada,1988
- D. hypocausta - Osten Sacken,1882
- D. hypomelana - Okada et Carson,1983
- D. hystricosa - Hardy et Kaneshiro,1969

- Haut – A
- B
- C
- D
- E
- F
- G
- H
- I
- J
- K
- L
- M
- N
- O
- P
- Q
- R
- S
- T
- U
- V
- W
- X
- Y
- Z

## I
- D. ichinosei - Zhang et Toda in Zhang, Toda et Watabe,1995
- D. ichubamba - Vela et Rafael,2005
- D. icteroscuta - Wheeler,1949
- D. ifestia - Tsacas,1984
- D. iki - Bryan,1934
- D. illata - Walker,1860
- D. illota - Williston,1896
- D. illusiopolita - Hardy,1965
- D. imaii - Moriwaki et Okada in Moriwaki et al.,1967
- D. imitator - Hardy,1965
- D. immacularis - Okada,1966
- D. immigrans - Sturtevant,1921
- D. imparisetae - Hardy,1965
- D. improcera - Hardy,1965
- D. impudica - Duda,1927
- D. inca - Dobzhansky et Pavan,1943
- D. inciliata - Hardy et Kaneshiro,1968
- D. incognita - Hardy,1965
- D. incompleta - Hardy,1965
- D. incompta - Wheeler et Takada in Wheeler et al.,1962
- D. incongruens - Magnacca et O'Grady,2009
- D. inebria - Kam et Pereira in O'Grady et al.,2003
- D. inedita - Hardy,1965
- D. inexspectata - Tsacas,1988
- D. infuscata - Grimshaw,1901
- D. ingens - Hardy et Kaneshiro,1971
- D. ingrata - Haliday,1833
- D. ingrica - Hackman,1957
- D. innubila - Spencer in Patterson,1943
- D. inopinata - Lachaise et Chassagnard,2002
- D. insignita - Hardy,1965
- D. insularis - Dobzhansky in Dobzhansky et al.,1957
- D. involuta - Hardy,1965
- D. iroko - Burla,1954
- D. ironensis - Bock et Parsons,1978
- D. ischnotrix - Hardy,1965
- D. ivai - Vilela,1983

- Haut – A
- B
- C
- D
- E
- F
- G
- H
- I
- J
- K
- L
- M
- N
- O
- P
- Q
- R
- S
- T
- U
- V
- W
- X
- Y
- Z

## J
- D. jagri - Prakash et Reddy,1979
- D. jambulina - Parshad et Paika,1964
- D. johnstonae - Pipkin et Heed,1964
- D. joycei - Hardy,1965
- D. jucunda - Lamb,1914

- Haut – A
- B
- C
- D
- E
- F
- G
- H
- I
- J
- K
- L
- M
- N
- O
- P
- Q
- R
- S
- T
- U
- V
- W
- X
- Y
- Z

## K
- D. kahania - Magnacca et O'Grady,2008
- D. kallima - Wheeler,1957
- D. kambysellisi - Hardy et Kaneshiro,1969
- D. kanaka - Tsacas,1988
- D. kanapiae - Bock et Wheeler,1972
- D. kanekoi - Watabe et Higuchi,1979
- D. kaneshiroi - Hardy,1977
- D. karakasa - Watabe et Liang in Watabe et al.,1990
- D. kashmirensis - Kumar et Gupta,1985
- D. kauaiensis - Magnacca et O'Grady,2008
- D. kauluai - Bryan,1934
- D. kepulauana - Wheeler in Wilson et al.,1969
- D. kerteszina - Duda,1925
- D. khansuensis - Singh, Dash et Fartyal,2004
- D. khaoyana - Bock et Wheeler,1972
- D. kikkawai - Burla,1954
- D. kilalaeleele - Lapoint, Magnacca et O'Grady,2009
- D. kilimanjarica - Lachaise et Chassagnard,2001
- D. kinabaluana - Takada, Momma et Shima,1973
- D. kitagawai - Toda,1986
- D. kitumensis - Tsacas in Tsacas et al.,1985
- D. kivuensis - Tsacas,1980
- D. koepferae - Fontdevila et Wasserman in Fontdevila et al.,1988
- D. kohkoa - Wheeler in Wilson et al.,1969
- D. kokeensis - Hardy,1966
- D. komohana - Magnacca et O'Grady,2009
- D. konaensis - Magnacca et O'Grady,2008
- D. korefae - Vela et Rafael,2004
- D. kraussi - Hardy,1965
- D. krimbasi - Tsacas in Tsacas et al.,1985
- D. krugi - Pavan et Breuer,1954
- D. kualapa - Magnacca et O'Grady,2008
- D. kualii - Magnacca et O'Grady,2009
- D. kuhao - Magnacca et O'Grady,2008
- D. kulango - Burla,1954
- D. kulouriensis - Fartyal et Singh in Brake et Bachli,2008
- D. kulouriensis - Fartyal et Singh,2007
- D. kulouriensis - Fartyal et Singh,2007
- D. kuntzei - Duda,1924
- D. kuoni - Burla,1954
- D. kurseongensis - Gupta et Singh,1977
- D. kweichowensis - Tan, Hsu et Sheng,1949

- Haut – A
- B
- C
- D
- E
- F
- G
- H
- I
- J
- K
- L
- M
- N
- O
- P
- Q
- R
- S
- T
- U
- V
- W
- X
- Y
- Z

## L
- D. lacertosa - Okada,1956
- D. lachaisei - Tsacas,1984
- D. lacicola - Patterson,1944
- D. laciniosa - Hardy,1965
- D. lacteicornis - Okada,1965
- D. lamellitarsis - Duda,1936
- D. lamottei - Tsacas,1980
- D. lanaiensis - Grimshaw,1901
- D. larifuga - Hardy,1965
- D. lasiopoda - Hardy et Kaneshiro,1975
- D. latebuccata - Duda,1927
- D. latecarinata - Duda,1927
- D. latifrons - Adams,1905
- D. latifshahi - Gupta et Ray-Chaudhuri,1970
- D. latigena - Hardy,1965
- D. latipaenula - Okada et Carson,1982
- D. lauoho - Magnacca et O'Grady,2008
- D. lauta - Wheeler et Takada in Wheeler et al.,1962
- D. lelolua - Magnacca et O'Grady,2009
- D. lemniscata - Hardy,1965
- D. leoni - Pipkin,1964
- D. leonis - Patterson et Wheeler,1942
- D. leontia - Tsacas et David,1977
- D. lepidobregma - Hardy,1965
- D. leticiae - Pipkin,1967
- D. leukorrhyna - Pipkin,1964
- D. levii - Tsacas,1988
- D. liae - Toda et Peng,1989
- D. libellulosa - Tsacas et Legrand,1979
- D. lichuanensis - Zhang et Liang,1995
- D. limbata - von Roser,1840
- D. limbinervis - Duda,1925
- D. limbiventris - Duda,1925
- D. limensis - Pavan et Patterson in Pavan et da Cunha,1947
- D. limingi - Gao, Watabe, Toda, Zhang et Aotsuka,2003
- D. limitata - Hardy et Kaneshiro,1968
- D. lindae - Wheeler,1968
- D. linearepleta - Patterson et Wheeler,1942
- D. linearidentata - Toda,1986
- D. linearis - Walker,1852
- D. lineata - van der Wulp,1881
- D. lineolata - de Meijere,1914
- D. lineosetae - Hardy et Kaneshiro,1968
- D. lini - Bock et Wheeler,1972
- D. liophallus - Hardy et Kaneshiro,1968
- D. lissodora - Hardy et Kaneshiro in Hardy et al.,2001
- D. littoralis - Meigen,1830
- D. liui - Chen,1988
- D. lividinervis - Duda,1923
- D. lobatopalpus - Kam et Pereira in O'Grady et al.,2003
- D. loewi - Vilela et Bächli,2000
- D. loiciana - Tsacas et Chassagnard,2000
- D. longicornis - Patterson et Wheeler,1942
- D. longicrinis - Lachaise et Chassagnard,2002
- D. longifrons - Duda,1923
- D. longipalpus - Magnacca et O'Grady,2008
- D. longipectinata - Takada, Momma et Shima,1973
- D. longiperda - Kambysellis,1993
- D. longiserrata - Toda,1988
- D. longiseta - Grimshaw,1901
- D. longisetae - Zhang, Lin et Gan,1990
- D. longissima - Okada et Carson,1983
- D. longitarsis - Duda,1931
- D. lowei - Heed, Crumpacker et Ehrman,1968
- D. lucipennis - Lin in Bock et Wheeler,1972
- D. lugubripennis - Duda,1927
- D. luguensis - Gao, Watabe, Toda, Zhang et Aotsuka,2003
- D. luisserrai - Vilela et Bächli,2002
- D. lummei - Hackman,1972
- D. lusaltans - Magalhaes,1962
- D. luteola - Hardy,1965
- D. lutescens - Okada,1975
- D. lutzii - Sturtevant,1916

- Haut – A
- B
- C
- D
- E
- F
- G
- H
- I
- J
- K
- L
- M
- N
- O
- P
- Q
- R
- S
- T
- U
- V
- W
- X
- Y
- Z

## M
- D. machachensis - Vela et Rafael,2001
- D. macquarti - Wheeler,1981
- D. macrochaetae - Hardy,1965
- D. macropolia - Patterson et Mainland,1944
- D. macroptera - Patterson et Wheeler,1942
- D. macrospina - Stalker et Spencer,1939
- D. macrothrix - Hardy et Kaneshiro,1968
- D. maculifrons - Duda,1927
- D. maculinotata - Okada,1956
- D. madeirensis - Monclus,1984
- D. madikerii - Muniyappa et Reddy,1981
- D. maemae - Kam et Pereira in O'Grady et al.,2003
- D. magalhaesi - Mourao et Bicudo,1967
- D. maggulae - Gupta et Sundaran,1990
- D. magnabadia - Patterson et Mainland in Patterson,1943
- D. magnaquinaria - Wheeler,1954
- D. magnimacula - Hardy,1965
- D. magnipalpa - Hardy,1965
- D. mahui - Magnacca et O'Grady,2008
- D. mainlandi - Patterson,1943
- D. majtoi - Ruiz-Fiegalan,2003
- D. makawao - Magnacca et O'Grady,2008
- D. malagassya - Tsacas et Rafael,1982
- D. malayana - (Takada,1976)
- D. malele - Magnacca et O'Grady,2008
- D. malerkotliana - Parshad et Paika,1964
- D. mambilla - Tsacas,1980
- D. mandibulata - Magnacca et O'Grady,2009
- D. mangabeirai - Malogolowkin,1951
- D. mapiriensis - Vilela et Bächli,1990
- D. maracaya - Wheeler,1957
- D. margarita - Hunter,1979
- D. mariaehelenae - Vilela,1984
- D. mariettae - Vilela,1983
- D. martensis - Wasserman et Wilson,1957
- D. maryensis - Gupta et Dwivedi,1980
- D. matae - Tsacas,1980
- D. mathisi - Vilela,1983
- D. matileana - Tsacas,2002
- D. matilei - Tsacas,1974
- D. mauritiana - Tsacas et David,1974
- D. mawaena - Magnacca et O'Grady,2008
- D. maya - Heed et O'Grady,2000
- D. mayaguana - Vilela,1983
- D. mayri - Mather et Dobzhansky,1962
- D. mcclintockae - Pipkin,1964
- D. mecocnemia - Hardy,1965
- D. medialis - Hardy,1966
- D. mediana - Hardy,1965
- D. mediobandes - Dwivedi et Gupta,1980
- D. medioconstricta - Watabe, Zhang et Gan in Watabe et al.,1990
- D. mediocris - Frota-Pessoa,1954
- D. mediodelta - Heed et Wheeler,1957
- D. mediodiffusa - Heed et Wheeler,1957
- D. medioimpressa - Frota-Pessoa,1954
- D. medioobscurata - Duda,1925
- D. medioparva - Heed et Wheeler,1957
- D. mediopicta - Frota-Pessoa,1954
- D. mediopictoides - Heed et Wheeler,1957
- D. mediopunctata - Dobzhansky et Pavan,1943
- D. mediosignata - Dobzhansky et Pavan,1943
- D. mediostriata - Duda,1925
- D. mediovittata - Frota-Pessoa,1954
- D. megalagitans - Wheeler et Magalhaes,1962
- D. megapyga - Tsacas,1981
- D. megaspis - Bezzi,1908
- D. megasticta - Hardy,1965
- D. meitanensis - Tan, Hsu et Sheng,1949
- D. melanica - Sturtevant,1916
- D. melanissima - Sturtevant,1916
- D. melanocephala - ardy,1966
- D. melanogaster - Meigen,1830
- D. melanoloma - Hardy,1965
- D. melanopedis - Hardy,1965
- D. melanoptera - Duda,1927
- D. melanosoma - Grimshaw,1901
- D. melanura - Miller,1944
- D. melina - Wheeler,1962
- D. mellea - Becker,1919
- D. mercatorum - Patterson et Wheeler,1942
- D. meridiana - Patterson et Wheeler,1942
- D. meridionalis - Wasserman,1962
- D. merina - Tsacas in Lemeunier et al.,1997
- D. merzi - Vilela et Bächli,2002
- D. mesophragmatica - Duda,1927
- D. mesostigma - Frota-Pessoa,1954
- D. metasetigerata - Gupta et Kumar,1986
- D. mettleri - Heed,1977
- D. metzii - Sturtevant,1921
- D. mexicana - Macquart,1843
- D. microdenticulata - Panigrahy et Gupta,1983
- D. microlabis - Seguy,1938
- D. micromelanica - Patterson in Sturtevant et Novitski,1941
- D. micromettleri - Heed,1989
- D. micromyia - Hardy et Kaneshiro,1975
- D. micropectinata - Takada et Momma,1975
- D. microralis - Tsacas in Tsacas et Lachaise,1981
- D. milleri - Magalhaes,1962
- D. milolii - Magnacca et O'Grady,2008
- D. mimetica - Bock et Wheeler,1972
- D. mimica - Hardy,1965
- D. mimiconformis - Hardy,1965
- D. mimiconfutata - Hardy,1965
- D. minangkabau - Zhang et Toda in Zhang, Toda et Watabe,1995
- D. minuta - Walker,1852
- D. miranda - Dobzhansky,1935
- D. mitchelli - Hardy,1965
- D. mitis - Curran,1936
- D. mojavensis - Patterson in Patterson et Crow,1940
- D. moju - Pavan,1950
- D. mojuoides - Wasserman,1962
- D. molokaiensis - Grimshaw,1901
- D. momortica - Graber,1957
- D. monieri - McEvey et Tsacas in McEvey et al.,1987
- D. monochaeta - Sturtevant,1927
- D. monocolor - Wheeler,1981
- D. montana - Patterson et Wheeler,1942
- D. montgomeryi - Hardy et Kaneshiro,1971
- D. montium - de Meijere,1916
- D. morelia - Vilela et Bächli,2004
- D. morena - Frota-Pessoa,1954
- D. moriwakii - Okada et Kurokawa,1957
- D. mucunae - Okada et Carson,1982
- D. mukteshwarensis - Joshi, Fartyal et Singh,2005
- D. mulleri - Sturtevant,1921
- D. mulli - Perreira et Kaneshiro,1991
- D. multiciliata - Hardy et Kaneshiro in Hardy et al.,2001
- D. multidentata - Watabe et Zhang in Watabe et al.,1990
- D. multispina - Okada,1956
- D. munda - Spencer,1942
- D. murphyi - Hardy et Kaneshiro,1969
- D. musae - Hardy,1965
- D. musaphilia - Hardy,1965
- D. mutica - Toda,1988
- D. myamaungi - Toda,1991
- D. mycethophila - Goureau,1865
- D. mysorensis - Reddy et Krishnamurthy,1970

- Haut – A
- B
- C
- D
- E
- F
- G
- H
- I
- J
- K
- L
- M
- N
- O
- P
- Q
- R
- S
- T
- U
- V
- W
- X
- Y
- Z

## N
- D. nagarholensis - Prakash et Reddy,1980
- D. nainitalensis - Singh et Bhatt,1988
- D. nakanoi - Zhang et Toda in Zhang, Toda et Watabe,1995
- D. nalomano - Magnacca et O'Grady,2009
- D. nanella - Hardy,1965
- D. nannoptera - Wheeler,1949
- D. nappae - Vilela, Valente et Basso-da-Silva,2004
- D. narragansett - Sturtevant et Dobzhansky,1936
- D. nasuta - Lamb,1914
- D. nasutoides - Okada,1964
- D. natasha - Gornostayev,1992
- D. navojoa - Ruiz, Heed et Wasserman in Ruiz et al.,1990
- D. nebulosa - Sturtevant,1916
- D. neoalagitans - Wheeler et Magalhaes,1962
- D. neobaimai - Singh et Dash,1998
- D. neobusckii - Toda,1986
- D. neocardini - Streisinger,1946
- D. neochracea - Wheeler,1959
- D. neoclavisetae - Perreira et Kaneshiro,1991
- D. neocordata - Magalhaes,1956
- D. neoelegans - Gupta et Singh,1977
- D. neoelliptica - Pavan et Magalhaes in Pavan,1950
- D. neogata - Lachaise et Chassagnard,2001
- D. neogrimshawi - Hardy et Kaneshiro,1968
- D. neoguaramunu - Frydenberg,1956
- D. neohydei - Wasserman,1962
- D. neohypocausta - Lin et Wheeler in Lin et Tseng,1973
- D. neoimmigrans - Gai et Krishnamurthy,1982
- D. neokadai - Kaneko et Takada,1966
- D. neokhaoyana - Singh et Dash,1998
- D. neokuntzei - Singh et Gupta,1981
- D. neolacteicornis - Hegde et Krishna in Hegde et al.,1999
- D. neomitra - Chassagnard et Tsacas in Chassagnard et al.,1997
- D. neomorpha - Heed et Wheeler,1957
- D. neonasuta - Sajjan et Krishnamurthy,1972
- D. neoperkinsi - Hardy et Kaneshiro,1968
- D. neopicta - Hardy et Kaneshiro,1968
- D. neorepleta - Patterson et Wheeler,1942
- D. neosaltans - Pavan et Magalhaes in Pavan,1950
- D. neosignata - Kumar et Gupta,1988
- D. neotestacea - Grimaldi, James et Jaenike,1992
- D. neotrapezifrons - Ranganath, Krishnamurthy et Hegde,1983
- D. nepalensis - Okada,1955
- D. nesiota - Wheeler et Takada in Wheeler et al.,1962
- D. nesoetes - Bock et Wheeler,1972
- D. neutralis - Hardy,1965
- D. ngemba - Tsacas,1980
- D. nigella - Hardy,1965
- D. nigra - Grimshaw,1901
- D. nigrasplendens - Pipkin,1964
- D. nigrialata - Takada, Momma et Shima,1973
- D. nigribasis - Hardy,1969
- D. nigriceps - Meigen,1838
- D. nigricincta - Frota-Pessoa,1954
- D. nigricruria - Patterson et Mainland in Patterson,1943
- D. nigriculter - Okada,1988
- D. nigridentata - Watabe, Toda et Peng in Zhang, Toda et Watabe,1995
- D. nigrifemur - Duda,1927
- D. nigrilineata - Angus,1967
- D. nigripalpus - Hardy,1965
- D. nigritarsus - Hardy,1965
- D. nigrocirrus - Hardy,1965
- D. nigrodigita - (Lin et Ting,1971)
- D. nigrodumosa - Wasserman et Fontdevila in Fontdevila et al.,1990
- D. nigrodunni - Heed et Wheeler,1957
- D. nigrohydei - Patterson et Wheeler,1942
- D. nigromaculata - Kikkawa et Peng,1938
- D. nigromelanica - Patterson et Wheeler,1942
- D. nigropleuralis - Takada, Momma et Shima,1973
- D. nigropolita - Hardy,1965
- D. nigrosaltans - Magalhaes,1962
- D. nigrosparsa - Strobl,1898
- D. nigrospiracula - Patterson et Wheeler,1942
- D. nikananu - Burla,1954
- D. ninarumi - Vela et Rafael,2005
- D. nitida - Tsacas et Chassagnard,1994
- D. nitidapex - Bigot,1891
- D. niveifrons - Okada et Carson,1982
- D. nixifrons - Tan, Hsu et Sheng,1949
- D. nodosa - Duda,1926
- D. notostriata - Okada,1966
- D. novamexicana - Patterson,1941
- D. novaspinofera - Gupta et Singh,1979
- D. novazonata - Gupta et Dwivedi,1980
- D. novemaristata - Dobzhansky et Pavan,1943
- D. novitskii - Sulerud et Miller,1966
- D. nubiluna - Wheeler,1949
- D. nullilineata - Zhang et Toda,1988
- D. nutrita - Duda,1935
- D. nyinyii - Toda,1991

- Haut – A
- B
- C
- D
- E
- F
- G
- H
- I
- J
- K
- L
- M
- N
- O
- P
- Q
- R
- S
- T
- U
- V
- W
- X
- Y
- Z

## O
- D. oahuensis - rimshaw,1901
- D. obatai - Hardy et Kaneshiro,1972
- D. obscura - Fallen,1823
- D. obscurata - de Meijere,1911
- D. obscuricolor - Duda,1927
- D. obscurinervis - Toda,1986
- D. obscuripes - rimshaw,1901
- D. ocampoae - Ruiz-Fiegalan,2003
- D. occidentalis - Spencer,1942
- D. ocellata - Hardy et Kaneshiro,1969
- D. ochracea - Grimshaw,1901
- D. ochrifrons - Duda,1924
- D. ochrobasis - Hardy et Kaneshiro,1968
- D. ochrogaster - Chassagnard in Chassagnard et Groseille,1992
- D. ochropleura - Hardy et Kaneshiro in Hardy et al.,2001
- D. odontophallus - Hardy et Kaneshiro,1968
- D. ogradi - Vela et Rafael,2004
- D. ogumai - Zannat et Toda,2002
- D. ohnishii - Zannat et Toda,2002
- D. okadai - Takada,1959
- D. okala - Magnacca et O'Grady,2008
- D. olaae - Grimshaw,1901
- D. omnivora - Magnacca et O'Grady,2009
- D. onca - Dobzhansky et Pavan,1943
- D. onychophora - Duda,1927
- D. ophthalmitis - Tsacas,2007
- D. orascopa - Magnacca et O'Grady,2009
- D. oreas - Hardy,1965
- D. oreia - Tsacas,1980
- D. orena - Tsacas et David,1978
- D. orestes - Hardy,1965
- D. oribatis - Tsacas,1980
- D. orientacea - Grimaldi, James et Jaenike,1992
- D. oritisa - Chen,1990
- D. orkui - Brncic et Koref-Santibanez,1957
- D. ornata - Meigen,1830
- D. ornata - Hardy et Kaneshiro,1969
- D. ornatifrons - Duda,1927
- D. ornatipennis - Williston,1896
- D. orosa - Bock et Wheeler,1972
- D. orphnaea - Tsacas,2001
- D. orphnopeza - Hardy et Kaneshiro,1968
- D. orthofascia - Hardy et Kaneshiro,1968
- D. orthoptera - Hardy,1965
- D. oshimai - Choo et Nakamura,1973
- D. othoni - Pipkin,1964
- D. ovilongata - Gupta et Gupta,1991

- Haut – A
- B
- C
- D
- E
- F
- G
- H
- I
- J
- K
- L
- M
- N
- O
- P
- Q
- R
- S
- T
- U
- V
- W
- X
- Y
- Z

## P
- D. pachea - Patterson et Wheeler,1942
- D. pachneissa - Tsacas,2002
- D. pachuca - Wasserman,1962
- D. padangensis - Zhang et Toda in Zhang, Toda et Watabe,1995
- D. paenehamifera - Hardy et Kaneshiro,1969
- D. pagliolii - Cordeiro,1963
- D. pagoda - Toda,1988
- D. paharpaniensis - Singh, Dash et Fartyal,2004
- D. painii - Singh et Negi,1995
- D. pallidifrons - Wheeler in Wilson et al.,1969
- D. pallidipennis - Dobzhansky et Pavan,1943
- D. pallidosa - Bock et Wheeler,1972
- D. pallipes - Dufour,1846
- D. palmata - Takada, Momma et Shima,1973
- D. palniensis - Hegde et Shakunthala in Hegde et al.,1999
- D. palustris - Spencer,1942
- D. panamensis - Malloch,1926
- D. panina - Magnacca et O'Grady,2008
- D. panoanoa - Magnacca et O'Grady,2008
- D. papaalai - Magnacca et O'Grady,2008
- D. papala - Magnacca et O'Grady,2008
- D. papei - Bächli et Vilela,2002
- D. papilla - Zhang et Shi in Zhang et Toda,1992
- D. paraanthrax - Hardy et Kaneshiro in Hardy et al.,2001
- D. parabipectinata - Bock,1971
- D. parabocainensis - Carson,1954
- D. paracanalinea - Wheeler,1957
- D. parachrogaster - Patterson et Mainland in Patterson,1943
- D. paracracens - Hardy et Kaneshiro,1979
- D. paragata - Lachaise et Chassagnard,2001
- D. paraguayensis - Duda,1927
- D. paraguttata - Thompson in Wheeler,1957
- D. paraimmigrans - Gai et Krishnamurthy,1986
- D. parakuntzei - Okada,1973
- D. paralongifera - Gupta et Singh,1981
- D. paralutea - Bock et Wheeler,1972
- D. paramarginata - Singh, Dash et Fartyal,2004
- D. paramediostriata - Townsend et Wheeler,1955
- D. paramelanica - Patterson,1943
- D. paramelanica - Griffen,1942
- D. paramelanica - Patterson,1942
- D. paranaensis - Barros,1950
- D. parannularis - Vilela et Bächli,1990
- D. parapallidosa - Tobari, in Matsuda et Tobari,2009
- D. parasaltans - Magalhaes,1956
- D. parasignata - Takada, Momma et Shima,1973
- D. paratarsata - Vilela,1985
- D. paraviaristata - Takada, Momma et Shima,1973
- D. paravibrissina - Duda,1924
- D. parazonata - Gupta et Dwivedi,1980
- D. parisiena - Heed et Grimaldi,1991
- D. parthenogenetica - Stalker,1953
- D. parviprocessata - Toda,1986
- D. parvula - Bock et Wheeler,1972
- D. pasochoensis - Vela et Rafael,2001
- D. patacorona - Vela et Rafael,2005
- D. paucicilia - Hardy et Kaneshiro,1971
- D. paucilineata - Burla,1957
- D. paucipuncta - Grimshaw,1901
- D. paucitarsus - Hardy et Kaneshiro,1979
- D. paucula - Hardy,1965
- D. pauliceia - Ratcov et Vilela,2007
- D. paulistorum - Dobzhansky et Pavan in Burla et al.,1949
- D. paunii - Singh et Negi,1989
- D. pavani - Brncic,1957
- D. pavlovskiana - Kastritsis et Dobzhansky,1967
- D. pectinifera - Wheeler et Takada,1964
- D. pectinitarsus - Hardy,1965
- D. pedroi - Vilela,1984
- D. pegasa - Wasserman,1962
- D. pellewae - Pipkin et Heed,1964
- D. peloristoma - Magnacca et O'Grady,2009
- D. penicillipennis - Takada, Momma et Shima,1973
- D. peniculipedis - Hardy,1965
- D. penidentata - Singh et Gupta,1981
- D. peninsularis - Patterson et Wheeler,1942
- D. penispina - Gupta et Singh,1979
- D. pennae - Bock et Wheeler,1972
- D. penniclubata - Singh et Gupta,1981
- D. pentafuscata - Gupta et Kumar,1986
- D. pentaspina - Parshad et Duggal,1966
- D. pentastriata - Okada,1966
- D. percnosoma - Hardy,1965
- D. pereirai - Takada, Momma et Shima,1973
- D. periquito - Bächli et Vilela,2002
- D. perissopoda - Hardy,1965
- D. perlucida - Zhang et Liang,1995
- D. perrisi - Wheeler et Hamilton,1972
- D. persicae - Bock et Parsons,1978
- D. persimilis - Dobzhansky et Epling,1944
- D. peruensis - group Ratcov et Vilela,2007
- D. peruensis - Wheeler,1959
- D. peruviana - Duda,1927
- D. petalopeza - Hardy,1965
- D. petitae - Tsacas in Tsacas et Lachaise,1981
- D. phaeopleura - Bock et Wheeler,1972
- D. phalerata - Meigen,1830
- D. phyale - Tsacas,1981
- D. picea - Hardy,1978
- D. pichinchana - Vela et Rafael,2004
- D. picta - Zetterstedt,1847
- D. picticornis - Grimshaw,1901
- D. pictifrons - Duda,1927
- D. pictilis - Wasserman,1962
- D. pictura - Wasserman,1962
- D. pilacrinis - Lachaise et Chassagnard,2002
- D. pilaresae - Vela et Rafael,2001
- D. pilatisetae - Hardy et Kaneshiro,1968
- D. pilimana - Grimshaw,1901
- D. pilocornuta - Lachaise et Chassagnard,2001
- D. pilosa - Watabe et Peng,1991
- D. pinicola - Sturtevant,1942
- D. pinnitarsus - Bock,1976
- D. piratininga - Ratcov et Vilela,2007
- D. pisonia - Hardy et Kaneshiro,1971
- D. pittieri - Bächli et Vilela,2002
- D. plagiata - Bezzi,1908
- D. planitibia - ardy,1966
- D. platitarsus - Frota-Pessoa,1954
- D. plumosa - Grimshaw,1901
- D. pohaka - Magnacca et O'Grady,2008
- D. poinari - Grimaldi,1987
- D. polita - Grimshaw,1901
- D. polliciforma - Hardy,1965
- D. pollinospadix - Patterson et Mainland,1944
- D. polychaeta - Patterson et Wheeler,1942
- D. polymorpha - Dobzhansky et Pavan,1943
- D. ponderosa - Patterson et Mainland in Patterson,1943
- D. ponera - Tsacas et David,1975
- D. poonia - Magnacca et O'Grady,2008
- D. popayan - Vilela et Bächli,2004
- D. populi - Wheeler et Throckmorton,1961
- D. potamophila - Toda et Peng,1989
- D. praesutilis - Hardy,1965
- D. prashadi - Brunetti,1923
- D. preapicula - Hardy,1965
- D. pretiosa - Hardy,1965
- D. primaeva - Hardy et Kaneshiro,1968
- D. procardinoides - Frydenberg,1956
- D. proceriseta - Hardy,1965
- D. prodispar - Parsons et Bock in Bock,1982
- D. prodita - Hardy,1965
- D. progastor - Bock,1976
- D. prolaticilia - Hardy,1965
- D. prolixa - Hardy,1965
- D. prolongata - Singh et Gupta,1978
- D. promeridiana - Wasserman,1962
- D. prominens - Hardy,1965
- D. propachuca - Wasserman,1962
- D. propiofacies - Hardy,1965
- D. prorepleta - Duda,1925
- D. prosaltans - Duda,1927
- D. prosimilis - Duda,1927
- D. prostipennis - Lin in Bock et Wheeler,1972
- D. prostopalpis - Hardy et Kaneshiro,1968
- D. pruinifacies - Frota-Pessoa,1954
- D. pruinosa - Duda,1940
- D. pseudoananassae - Bock,1971
- D. pseudoargentostriata - Wheeler,1981
- D. pseudobaimaii - Takada, Momma et Shima,1973
- D. pseudobocainensis - Wheeler et Magalhaes,1962
- D. pseudodenticulata - Takada et Momma,1975
- D. pseudomayri - Baimai,1970
- D. pseudoobscura - Frolova in Frolova et Astaurov,1929
- D. pseudorepleta - Vilela et Bächli,1990
- D. pseudosaltans - Magalhaes,1956
- D. pseudosordidula - Kaneko, Tokumitsu et Takada,1964
- D. pseudotakahashii - Mather,1957
- D. pseudotalamancana - Pereira et Vilela,1987
- D. pseudotetrachaeta - Angus,1967
- D. psilophallus - Hardy et Kaneshiro,1971
- D. psilotarsalis - Hardy et Kaneshiro,1975
- D. pterocelis - Tsacas et Chassagnard,1999
- D. pugyu - Vela et Rafael,2005
- D. pulaua - Wheeler in Wilson et al.,1969
- D. pulchella - Sturtevant,1916
- D. pulchrella - Tan, Hsu et Sheng,1949
- D. pullata - Tan, Hsu et Sheng,1949
- D. pullipes - Hardy et Kaneshiro,1972
- D. pulverea - Duda,1927
- D. punalua - Bryan,1934
- D. punctatipennis - Tsacas et David,1975
- D. punctatonervosa - Frey,1954
- D. punjabiensis - Parshad et Paika,1964
- D. purpurea - Gupta et Sundaran,1990
- D. putrida - Sturtevant,1916
- D. pychnochaetae - Hardy,1965
- D. pyo - Toda,1991

- Haut – A
- B
- C
- D
- E
- F
- G
- H
- I
- J
- K
- L
- M
- N
- O
- P
- Q
- R
- S
- T
- U
- V
- W
- X
- Y
- Z

## Q
- D. quadraria - Bock et Wheeler,1972
- D. quadrilineata - de Meijere,1911
- D. quadriseriata - Duda,1924
- D. quadriserrata - Okada et Carson,1982
- D. quadrisetae - Hardy,1965
- D. quadrisetata - Takada, Beppu et Toda,1979
- D. quadrum - (Wiedemann,1830)
- D. quasianomalipes - Hardy,1965
- D. quasiexpansa - Hardy,1965
- D. quatrou - Tsacas,1980
- D. querubimae - Vilela,1983
- D. quillu - Vela et Rafael,2005
- D. quinaria - Loew,1866
- D. quinqueannulata - Frey,1917
- D. quinqueramosa - Hardy et Kaneshiro in Hardy et al.,2001
- D. quinquestriata - Lin et Wheeler in Lin et Tseng,1973
- D. quitensis - Vela et Rafael,2004

- Haut – A
- B
- C
- D
- E
- F
- G
- H
- I
- J
- K
- L
- M
- N
- O
- P
- Q
- R
- S
- T
- U
- V
- W
- X
- Y
- Z

## R
- D. racemova - Patterson et Mainland,1944
- D. ramamensis - Dwivedi,1979
- D. ramsdeni - Sturtevant,1916
- D. ranchograndensis - Bächli et Vilela,2002
- D. reaumurii - Dufour,1845
- D. recens - Wheeler,1960
- D. rectangularis - Sturtevant,1942
- D. recticilia - Hardy et Kaneshiro,1968
- D. redunca - Hardy,1965
- D. rellima - Wheeler,1960
- D. repleta - Wollaston,1858
- D. repletoides - Hsu,1943
- D. reschae - Hardy et Kaneshiro,1975
- D. residua - Hardy,1965
- D. reticulata - Wheeler,1957
- D. retnasabapathyi - Takada et Momma,1975
- D. retrusa - Hardy,1965
- D. reynoldsiae - Hardy et Kaneshiro,1972
- D. rhombura - Okada et Carson,1983
- D. rhopaloa - Bock et Wheeler,1972
- D. richardsoni - Vilela,1983
- D. ritae - Patterson et Wheeler,1942
- D. robusta - Sturtevant,1916
- D. roehrae - Pipkin et Heed,1964
- D. rosinae - Vilela,1983
- D. rostrata - Duda,1925
- D. ruberrima - de Meijere,1911
- D. ruberrimoides - Zhang et Gan,1986
- D. rubida - Mather,1960
- D. rubidifrons - Patterson et Mainland,1944
- D. rubra - Sturtevant,1927
- D. rubrifrons - Patterson et Wheeler,1942
- D. rufa - Kikkawa et Peng,1938
- D. ruizi - Ruiz-Fiegalan,2004
- D. ruminahuii - Vela et Rafael,2004
- D. rumipamba - Vela et Rafael,2005
- D. runduloma - Vela et Rafael,2005
- D. rustica - Hardy,1965

- Haut – A
- B
- C
- D
- E
- F
- G
- H
- I
- J
- K
- L
- M
- N
- O
- P
- Q
- R
- S
- T
- U
- V
- W
- X
- Y
- Z

## S
- D. sabroskyi - Hardy,1965
- D. sadleria - Bryan,1938
- D. sahyadrii - Prakash et Reddy,1979
- D. salpina - Chen,1994
- D. saltans - Sturtevant,1916
- D. sampa - Ratcov et Vilela,2007
- D. sampagensis - Muniyappa et Reddy,1980
- D. sannio - Gornostayev,1991
- D. santomea - Lachaise et Harry in Lachaise et al.,2000
- D. saraswati - Singh et Dash,1998
- D. sargakhetensis - Joshi, Fartyal et Singh,2005
- D. sattalensis - Fartyal et Singh in Brake et Bachli,2008
- D. sattalensis - Singh et Fartyal,2007
- D. scaptomyzoptera - Duda,1935
- D. schachti - Bächli, Vilela et Haring,2002
- D. schildi - Malloch,1924
- D. schineri - Pereira et Vilela,1987
- D. schmidti - Duda,1924
- D. scioptera - Duda,1927
- D. scitula - Hardy,1966
- D. scolostoma - Hardy,1965
- D. scopata - Bock,1976
- D. sechellia - Tsacas et Bächli,1981
- D. seclusa - Hardy,1965
- D. secunda - Maca,1992
- D. seguyi - Smart,1945
- D. seguyiana - Chassagnard et Tsacas in Chassagnard et al.,1997
- D. sejuncta - Hardy et Kaneshiro,1968
- D. semialba - Duda,1925
- D. semiatra - de Meijere,1914
- D. semifuscata - Hardy,1965
- D. seminole - Sturtevant et Dobzhansky,1936
- D. semipruinosa - Tsacas,2002
- D. senei - Vilela,1983
- D. senilis - Duda,1926
- D. senticosa - Zhang et Shi in Zhang, Toda et Watabe,1995
- D. seorsa - Hardy,1965
- D. septacoila - Gai et Krishnamurthy,1984
- D. septentriosaltans - Magalhaes et Buck in Magalhaes,1962
- D. serenensis - Brncic,1957
- D. serido - Vilela et Sene,1977
- D. seriema - Tidon-Sklorz et Sene,1995
- D. serrata - Malloch,1927
- D. serripaenula - Okada et Carson,1982
- D. serrula - Tsacas,1984
- D. serrulata - Zhang et Toda in Zhang, Toda et Watabe,1995
- D. setapex - Patterson et Mainland,1944
- D. setifemur - Malloch,1924
- D. setiger - Grimshaw,1901
- D. setipalpus - Hardy,1965
- D. setitarsa - Gupta et Dwivedi,1980
- D. setosifrons - Hardy et Kaneshiro,1968
- D. setosimentum - Hardy et Kaneshiro,1968
- D. setositibia - Hardy et Kaneshiro in Hardy et al.,2001
- D. setula - Heed et Wheeler,1957
- D. sexlineata - Duda,1940
- D. seyanii - Chassagnard et Tsacas in Chassagnard et al.,1997
- D. sharpi - Grimshaw,1901
- D. shi - Zhang,2000
- D. shuyu - Vela et Rafael,2005
- D. shwezayana - Toda,1986
- D. shyri - Vela et Rafael,2004
- D. siamana - Hihara et Lin,1984
- D. siamana - Ikeda et al.,1983
- D. siangensis - Kumar et Gupta,1988
- D. sierrae - Ruiz-Fiegalan,2003
- D. sigmoides - Loew,1872
- D. signata - (Duda,1923)
- D. sikkimensis - Gupta et Gupta,1991
- D. silvarentis - Hardy et Kaneshiro,1968
- D. silvata - de Meijere,1916
- D. silvestris - erkins,1910
- D. similis - Williston,1896
- D. simulans - Sturtevant,1919
- D. simulivora - Tsacas et Disney,1974
- D. sinobscura - Watabe in Watabe et al.,1996
- D. sinuata - Bock,1982
- D. sisa - Vela et Rafael,2005
- D. smithersi - Bock,1976
- D. sobrina - Hardy et Kaneshiro,1971
- D. sodomae - Hardy et Kaneshiro,1968
- D. sogo - Burla,1954
- D. solennis - Walker,1860
- D. solstitialis - Chen,1994
- D. sonorae - Heed et Castrezana,2008
- D. soonae - Takada et Yoon,1989
- D. sordidapex - Grimshaw,1901
- D. sordidula - Kikkawa et Peng,1938
- D. spadicifrons - Patterson et Mainland,1944
- D. spaniothrix - Hardy et Kaneshiro,1968
- D. speciosa - da Silva et Martins,2004
- D. spectabilis - Hardy,1965
- D. spenceri - Patterson,1943
- D. sphaerocera - Thomson,1869
- D. spicula - Hardy,1965
- D. spiethi - Hardy,1966
- D. spinatermina - Heed et Wheeler,1957
- D. spinula - Okada et Carson,1982
- D. sproati - Hardy et Kaneshiro,1968
- D. spuricurviceps - Zhang et Gan,1986
- D. stalkeri - Wheeler,1954
- D. starmeri - Wasserman, Koepfer et Ward,1973
- D. statzi - Ashburner et Bächli,2004
- D. stenoptera - Hardy,1965
- D. stenotrichala - Lachaise et Chassagnard,2002
- D. stephanosi - Tsacas,2003
- D. sternopleuralis - Okada et Kurokawa,1957
- D. sticta - Wheeler,1957
- D. stictoptera - Tsacas et Chassagnard,1999
- D. stigma - Hardy,1977
- D. straubae - Heed et Grimaldi,1991
- D. strigiventris - Duda,1927
- D. sturtevanti - Duda,1927
- D. subarctica - Hackman,1969
- D. subauraria - Kimura,1983
- D. subbadia - Patterson et Mainland in Patterson,1943
- D. subelegans - Okada,1988
- D. subfasciata - de Meijere,1914
- D. subfunebris - Stalker et Spencer,1939
- D. subinfumata - Duda,1925
- D. submacroptera - Patterson et Mainland in Patterson,1943
- D. subobscura - Collin in Gordon,1936
- D. suboccidentalis - Spencer,1942
- D. subopaca - Hardy et Kaneshiro in Hardy et al.,2001
- D. suborosa - Kumar et Gupta,1992
- D. subpalustris - Spencer,1942
- D. subpulchrella - Takamori et Watabe in Takamori, Watabe, Fuyama, Zhang et Aotsuka,2006
- D. subsaltans - Magalhaes,1956
- D. substenoptera - Hardy,1969
- D. subviridis - Patterson et Mainland in Patterson,1943
- D. succini - Grimaldi,1987
- D. sucinea - Patterson et Mainland,1944
- D. suffusca - Spencer in Patterson,1943
- D. sui - Lin et Tseng,1973
- D. sulfurigaster - (Duda,1923)
- D. suni - Vela et Rafael,2005
- D. surangensis - Singh, Dash et Fartyal,2004
- D. surucucho - Vela et Rafael,2005
- D. suturalis - Wheeler,1957
- D. suzukii - (Matsumura,1931)
- D. swezeyi - Hardy,1965
- D. sycophaga - Tsacas in Tsacas et Lachaise,1981
- D. sycophila - Tsacas in Tsacas et Lachaise,1981
- D. sycovora - Tsacas in Tsacas et Lachaise,1981
- D. synpanishi - Okada,1964
- D. systenopeza - Hardy et Kaneshiro,1979

- Haut – A
- B
- C
- D
- E
- F
- G
- H
- I
- J
- K
- L
- M
- N
- O
- P
- Q
- R
- S
- T
- U
- V
- W
- X
- Y
- Z

## T
- D. taekjuni - Kim et Joo,2002
- D. taeniata - Hardy,1965
- D. taiensis - Kumar et Gupta,1988
- D. taipinsanensis - Lin et Tseng,1973
- D. takahashii - Sturtevant,1927
- D. talamancana - Wheeler,1968
- D. talasica - Gornostayev,1991
- D. tamashiroi - Hardy,1965
- D. tani - Cheng et Okada,1985
- D. tanorum - Okada,1964
- D. tanytarsis - Hardy et Kaneshiro in Hardy et al.,2001
- D. tanythrix - Hardy,1965
- D. taractica - Hardy,1965
- D. tarphytrichia - Hardy,1965
- D. tarsalis - Walker,1852
- D. tarsata - Schiner,1868
- D. taxohuaycu - Vela et Rafael,2005
- D. teissieri - Tsacas,1971
- D. tendomentum - Hardy,1965
- D. tenebrosa - Spencer in Patterson,1943
- D. tenuipes - (Walker,1849)
- D. teratos - Bock,1982
- D. testacea - von Roser,1840
- D. testacens - Wheeler,1981
- D. tetrachaeta - Angus,1964
- D. tetradentata - Singh et Gupta,1981
- D. tetraspilota - Hardy,1965
- D. tetravittata - Takada et Momma,1975
- D. thienemanni - Duda,1931
- D. tibialis - Wheeler,1957
- D. tibudu - Burla,1954
- D. tjibodas - de Meijere,1916
- D. tolteca - Patterson et Mainland,1944
- D. tomasi - Vela et Rafael,2001
- D. tongpua - Lin et Tseng,1973
- D. torquata - Zhang et Toda in Zhang, Toda et Watabe,1995
- D. torrei - Sturtevant,1921
- D. torula - Hardy,1965
- D. totonigra - Hardy,1965
- D. touchardiae - Hardy et Kaneshiro,1972
- D. toxacantha - Magnacca et O'Grady,2009
- D. toxochaeta - Perreira et Kaneshiro,1991
- D. toyohii - Lin et Tseng,1972
- D. tranquilla - Spencer in Patterson,1943
- D. transfuga - Hardy,1965
- D. transversa - Fallen,1823
- D. trapeza - Heed et Wheeler,1957
- D. trapezifrons - Okada,1966
- D. triangula - Wheeler,1949
- D. triangulina - Duda,1927
- D. triantilia - Okada,1988
- D. triauraria - Bock et Wheeler,1972
- D. trichaeta - Angus,1967
- D. trichaetosa - Hardy,1965
- D. trichala - Lachaise et Chassagnard,2002
- D. trichiaspis - Duda,1940
- D. tricombata - Singh et Gupta,1977
- D. trifiloides - Wheeler,1957
- D. trifilum - Frota-Pessoa,1954
- D. trilimbata - Bezzi,1928
- D. trilutea - Bock et Wheeler,1972
- D. tripunctata - Loew,1862
- D. trisetosa - Okada,1966
- D. trispina - Wheeler,1949
- D. tristani - Sturtevant,1921
- D. tristipennis - Duda,1924
- D. tristipes - Duda,1924
- D. tristis - Fallen,1823
- D. tristriata - Heed et Wheeler,1957
- D. trizonata - Okada,1966
- D. tropicalis - Burla et da Cunha in Burla et al.,1949
- D. truncata - Okada,1964
- D. truncipenna - Hardy,1965
- D. tsacasi - Bock et Wheeler,1972
- D. tschirnhausi - Bächli et Vilela,2002
- D. tsigana - Burla et Gloor,1952
- D. tsukubaensis - Takamori et Okada,1983
- D. tuchaua - Pavan,1950
- D. tucumana - Vilela et Pereira,1985
- D. turbata - Hardy et Kaneshiro,1969
- D. tychaea - Tsacas in Tsacas et Lachaise,1981

- Haut – A
- B
- C
- D
- E
- F
- G
- H
- I
- J
- K
- L
- M
- N
- O
- P
- Q
- R
- S
- T
- U
- V
- W
- X
- Y
- Z

## U
- D. umiumi - Magnacca et O'Grady,2009
- D. ungarensis - de Meijere,1911
- D. unguicula - Okada et Carson,1983
- D. unicolor - (Walker,1864)
- D. unicula - Hardy,1965
- D. unimaculata - Strobl,1893
- D. uninubes - Patterson et Mainland in Patterson,1943
- D. unipectinata - Duda,1924
- D. unipunctata - Patterson et Mainland in Patterson,1943
- D. uniseriata - Hardy et Kaneshiro,1968
- D. uniseta - Wasserman, Koepfer et Ward,1973
- D. unispina - Okada,1956
- D. upoluae - Malloch,1934
- D. urcu - Vela et Rafael,2005
- D. urubamba - Vilela et Pereira,1993
- D. ustulata - de Meijere,1908

- Haut – A
- B
- C
- D
- E
- F
- G
- H
- I
- J
- K
- L
- M
- N
- O
- P
- Q
- R
- S
- T
- U
- V
- W
- X
- Y
- Z

## V
- D. valenciai - Vela et Rafael,2001
- D. vallismaia - Tsacas,1984
- D. vanderlindei - Ruiz-Fiegalan,2004
- D. varga - Hardy,1965
- D. variabilis - Hardy,1965
- D. varians - Bock et Wheeler,1972
- D. varipennis - Grimshaw,1901
- D. velascoi - Ruiz-Fiegalan,2003
- D. velata - Hardy,1965
- D. velox - Watabe et Peng,1991
- D. velutinifrons - Hardy,1965
- D. venezolana - Wasserman, Fontdevila, et Ruiz,1983
- D. venusta - Hardy,1965
- D. verticis - Williston,1896
- D. vesciseta - Hardy et Kaneshiro,1968
- D. vicentinae - Vilela,1983
- D. villitibia - Hardy,1965
- D. villosa - Hardy,1965
- D. villosipedis - Hardy,1965
- D. vinnula - Hardy,1965
- D. viracochi - Brncic et Koref-Santibanez,1957
- D. vireni - Bächli, Vilela et Haring,2002
- D. virgulata - Hardy et Kaneshiro,1968
- D. virilis - Sturtevant,1916
- D. vulcana - Graber,1957
- D. vumbae - Bock et Wheeler,1972

- Haut – A
- B
- C
- D
- E
- F
- G
- H
- I
- J
- K
- L
- M
- N
- O
- P
- Q
- R
- S
- T
- U
- V
- W
- X
- Y
- Z

## W
- D. waddingtoni - Basden,1976
- D. wahihuna - Magnacca et O'Grady,2009
- D. waikamoi - Magnacca et O'Grady,2009
- D. wangi - Toda et Zhang in Zhang, Toda et Watabe,1995
- D. wassermani - Pitnick et Heed,1994
- D. watanabei - Gupta et Gupta,1992
- D. wauana - Okada et Carson,1982
- D. wawae - Magnacca et O'Grady,2009
- D. whartonae - Pipkin et Heed,1964
- D. wheeleri - Patterson et Alexander,1952
- D. wikani - Magnacca et O'Grady,2009
- D. wikstroemiae - Magnacca et O'Grady,2009
- D. williamsi - Hardy,1965
- D. willistoni - Sturtevant,1916
- D. wingei - Cordeiro,1964

- Haut – A
- B
- C
- D
- E
- F
- G
- H
- I
- J
- K
- L
- M
- N
- O
- P
- Q
- R
- S
- T
- U
- V
- W
- X
- Y
- Z

## X
- D. xalapa - Vilela et Bächli,2004
- D. xanthia - Tsacas,1981
- D. xanthochroa - Tsacas,2001
- D. xanthogaster - Duda,1924
- D. xanthognoma - Hardy,1965
- D. xanthopallescens - Pipkin,1964
- D. xanthosoma - Grimshaw,1901
- D. xenophagaa - Kam et Pereira in O'Grady et al.,2003
- D. xerophila - Val in Carson et al.,1983
- D. xiphiphora - Pipkin,1964
- D. xuthoptera - Hardy,1965

- Haut – A
- B
- C
- D
- E
- F
- G
- H
- I
- J
- K
- L
- M
- N
- O
- P
- Q
- R
- S
- T
- U
- V
- W
- X
- Y
- Z

## Y
- D. yakuba - Burla,1954
- D. yana - Vela et Rafael,2005
- D. yangana - Rafael et Vela,2003
- D. yooni - Hardy,1977
- D. yunnanensis - Watabe et Liang in Watabe et al.,1990
- D. yuwanensis - Kim et Okada,1988

- Haut – A
- B
- C
- D
- E
- F
- G
- H
- I
- J
- K
- L
- M
- N
- O
- P
- Q
- R
- S
- T
- U
- V
- W
- X
- Y
- Z

## Z
- D. z-notata - Bryan,1934
- D. zonata - Chen et Watabe,1993
- D. zophea - Tsacas,2004
- D. zottii - Vilela,1983